# Ján Michalko
Ján Michalko (16. října 1912 Važec – 10. prosince 1990 Bratislava) byl slovenský evangelický duchovní (biskup), publicista, teolog a vysokoškolský pedagog.
Od roku 1950 působil na bohoslovecké fakultě, roku 1953 se stal profesorem. Věnoval se zejména oblasti homiletiky, biblické exegeze a dogmatiky. V letech 1970–1990 zastával úřad generálního biskupa Slovenské evangelické církve augsburského vyznání v Československu. Byl rovněž hodnostářem Světové luterské federace. Kolaboroval s komunistickým režimem a aktivně se účastnil činnosti Křesťanské mírové konference. Na úřad generálního biskupa rezignoval k 1. dubnu 1990. Jeho pravomoci dočasně převzal distriktuální biskup Rudolf Koštial.